# Nuba Mado
Nuba Mado is een bestuurslaag in het regentschap Lembata van de provincie Oost-Nusa Tenggara, Indonesië. Nuba Mado telt 351 inwoners (volkstelling 2010).